# Quinta Vergara
Quinta Vergara é um parque na cidade de Viña do Mar, na província de Valparaíso no Chile. Aí se encontram diversas atrações, tais como o Palácio Vergara e seus jardins e o anfiteatro onde se realiza anualmente o Festival Internacional da Canção de Viña do Mar.